# Transporteur

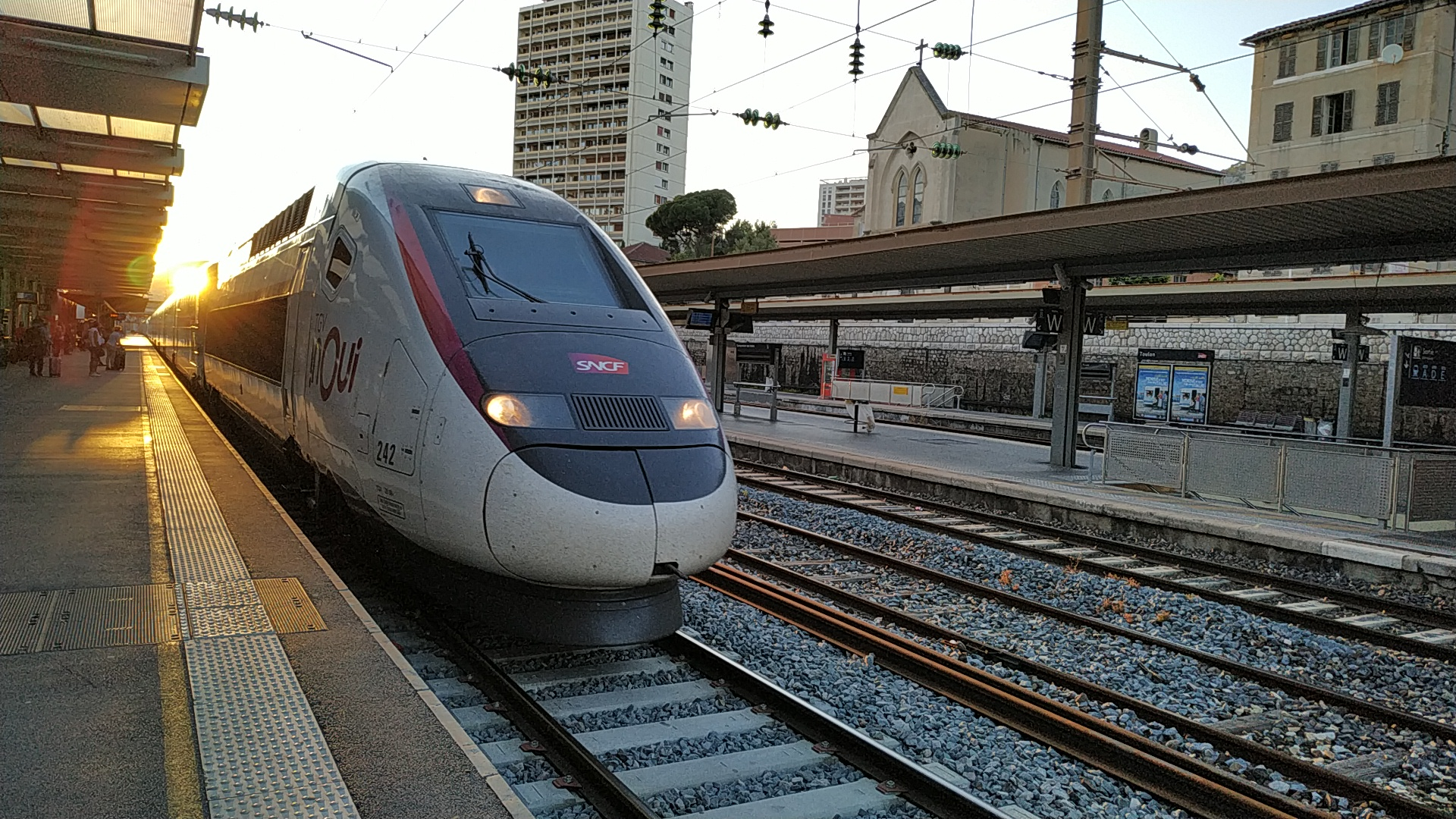
La SNCF, transporteur emblématique du rail français

Un transporteur dirige une entreprise commerciale spécialisée dans le transport de personnes, de marchandises, de fonds ou d'énergie. Il exerce, dans la plupart des pays une profession réglementée.

## Classification des transporteurs en fonction de la chose transportée

### Transporteur de personnes
En ce qui concerne le transport de personnes en voyage, des opérateurs appelés voyagistes combinent dans le cadre d'un forfait le transport, l'hébergement et le cas échéant des prestations annexes de tourisme. La prestation de transports est sous-traitée à une entreprise inscrite au registre des transporteurs de voyageurs, des taxis ou des autres professions réglementées du transport.

### Transporteur de fonds
Il transporteur des valeurs :
- Des monnaies
- Des valeurs : titres, tickets restaurant, chèques vacances...
- Des œuvres d'art

### Transporteur d'énergie
- Électricité (réseaux)

### Transporteur de marchandises
Voir transporteur routier de marchandises

### Transporteur d'informations
Par voie :
- Hertzienne : transport d'ondes électromagnétiques
- Optique : transport de photons (phares et sémaphores, fibre optique...)

### Transporteurs chimiques ou biochimiques
Les processus métaboliques du vivant font intervenir de nombreux systèmes de transporteurs (exemple : hémoglobine transportant le dioxygène et le CO2 via le sang, chélateurs intervenant dans la détoxication d'une cellule (pompe membranaire) ou d'un organisme (via excréments, urine, mucus...), nombreux transporteurs membranaires, etc. Un organisme peut lui-même transporter des toxines ou oligoéléments dans un processus dit de bioturbation (ainsi les saumons sauvages, là où ils sont encore présents en quantités « normales », remontent-ils vers les sources où ils meurent après s'être reproduits de grandes quantités d'oligo-éléments (phosphore, potassium, iode...) qui sans cela serait souvent lessivés par les pluies, induisant des carences chez les plantes et animaux vivant dans les hauts de bassins versants. Ces transporteurs intéressent notamment la radiotoxicologie car ils interviennent dans les phénomènes de défense des cellules contre la radioactivité.

### Transporteur d'objets de correspondance
Il s'agit du transport de courrier par des sociétés publiques Postes ou privées

## Classification des transporteurs en fonction du moyen de transport

### Transporteur aérien
- Compagnies aériennes
- Organisateurs de transports aériens
- Organisateurs de transports spatiaux

### Transporteur par voies d'eau
Il utilise les voies fluviales et les canaux de navigation.

### Transporteur terrestre
- Transporteurs routiers
- Déménageurs
- Transporteurs ferroviaires

### Transporteur par conduite
Pour transporter :
- Des produits pétroliers : oléoduc, ...
- Des gaz : gazoduc, hydrogénoduc
- De l'eau ...

### Transporteur multimodal
Il combine plusieurs moyens de transport, et met par conséquent en œuvre les transports combinés ou transports multi-modaux.
Par exemple, un déménageur peut utiliser la route pour une première partie du trajet, puis la voie maritime pour la seconde partie, le train en troisième partie et de nouveau la route pour terminer le trajet.
Un transporteur de marchandises peut utiliser la route, puis l'avion et de nouveau la route.

## Extension du statut
Dans le cadre de la controverse suivant l'annonce par la Federal Communications Commission de la remise en cause de la neutralité du réseau, la fondation Mozilla a annoncé qu'elle était favorable à la classification des fournisseurs d'accès à internet comme transporteurs, et qu'ils tombent ainsi sous la réglementation associée à ce statut.

## Lexique
Lexique de la logistique et des transports